# Iourievo (raïon de Novgorod)
Iourievo (en russe : Ю́рьево), ou Iouriev en français, est un hameau de l'établissement rural de Rakomo, dont il est le chef-lieu, du raïon de Novgorod dans l'oblast de Novgorod. Sa population s'élevait à 22 habitants au recensement de 2010. Le monastère Saint-Georges de Iouriev et le monastère de Peryn, classés au patrimoine mondial, se situent sur son territoire.

## Géographie
La localité est située dans l'oblast de Novgorod, un sujet de la Russie européenne, dans le district fédéral du Nord-Ouest. Iourievo est l'une des 201 localités du raïon de Novgorod,, un raïon du nord-ouest de l'oblast. Le centre administratif du raïon et de l'oblast est la ville de Veliki Novgorod.
Iourievo, comme tout l'oblast de Novgorod, est située dans le fuseau horaire MSK (heure de Moscou). Le décalage horaire appliqué par rapport au temps universel coordonné est +03:00.
Iourievo fait partie de l'établissement rural de Rakomo, une des dix entités municipales du raïon, qui a comme chef-lieu le hameau de Staroïe Rakomo.

## Démographie
Recensements (*) et estimations de la population:
| 2010* | - | - |
| ----- | - | - |
| 22    | - | - |

## Patrimoine mondial
Deux monuments classés au patrimoine mondial au titre des Monuments historiques de Novgorod et de ses environs se situeet dans le village : le Monastère Saint-Georges de Iouriev, qui possède en son sein l'église Saint-Georges ; ainsi que le monastère de Peryn, qui possède lui l'église de la Nativité-de-la-Vierge de l'ermitage de Peryn ; qui sont dans les deux cas des exemples frappants des édifices de l'époque pré-mongole de la Rus'.

## Galerie

Patrimoine mondial de Iourievo :
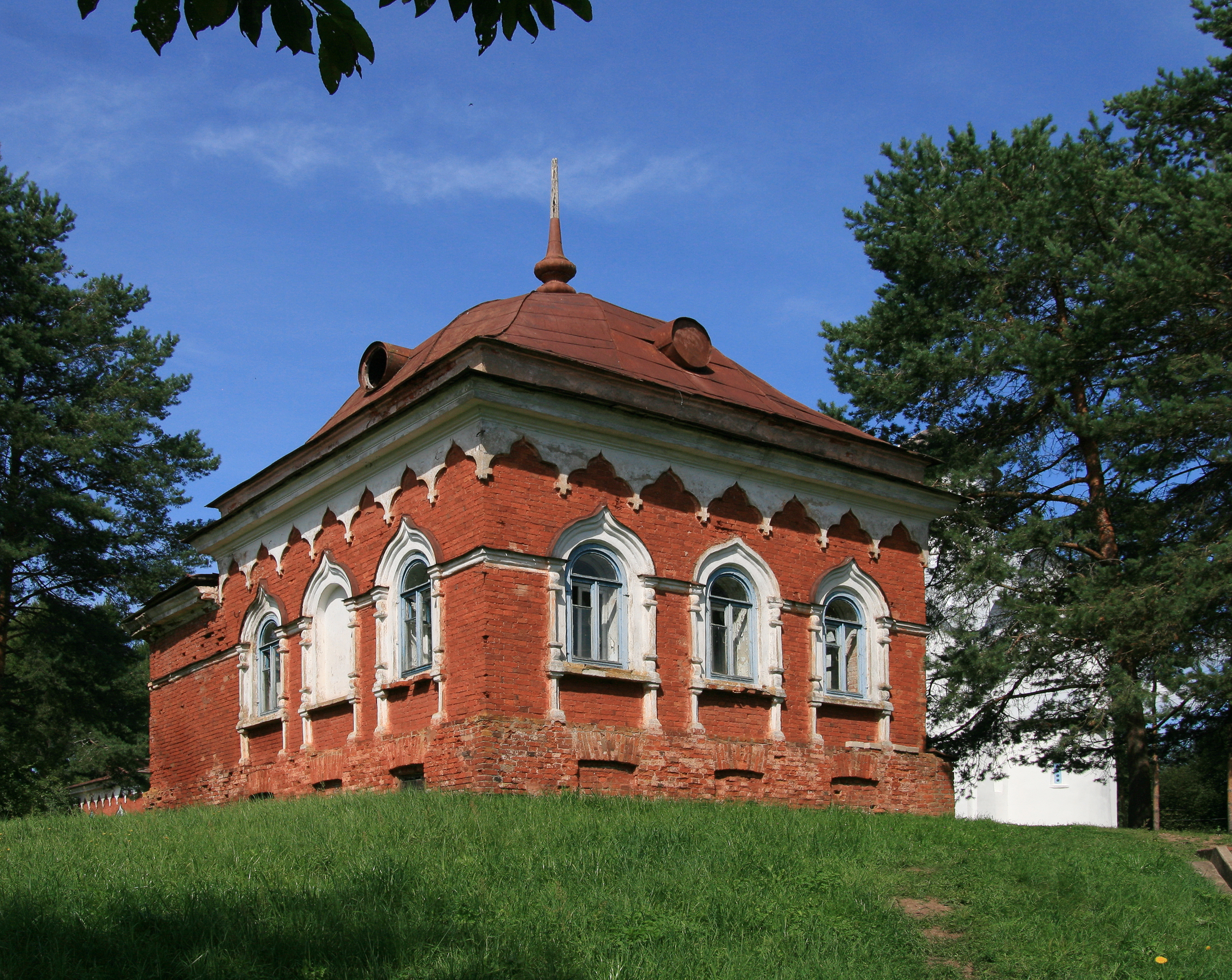
Une maison du monastère de Peryn.
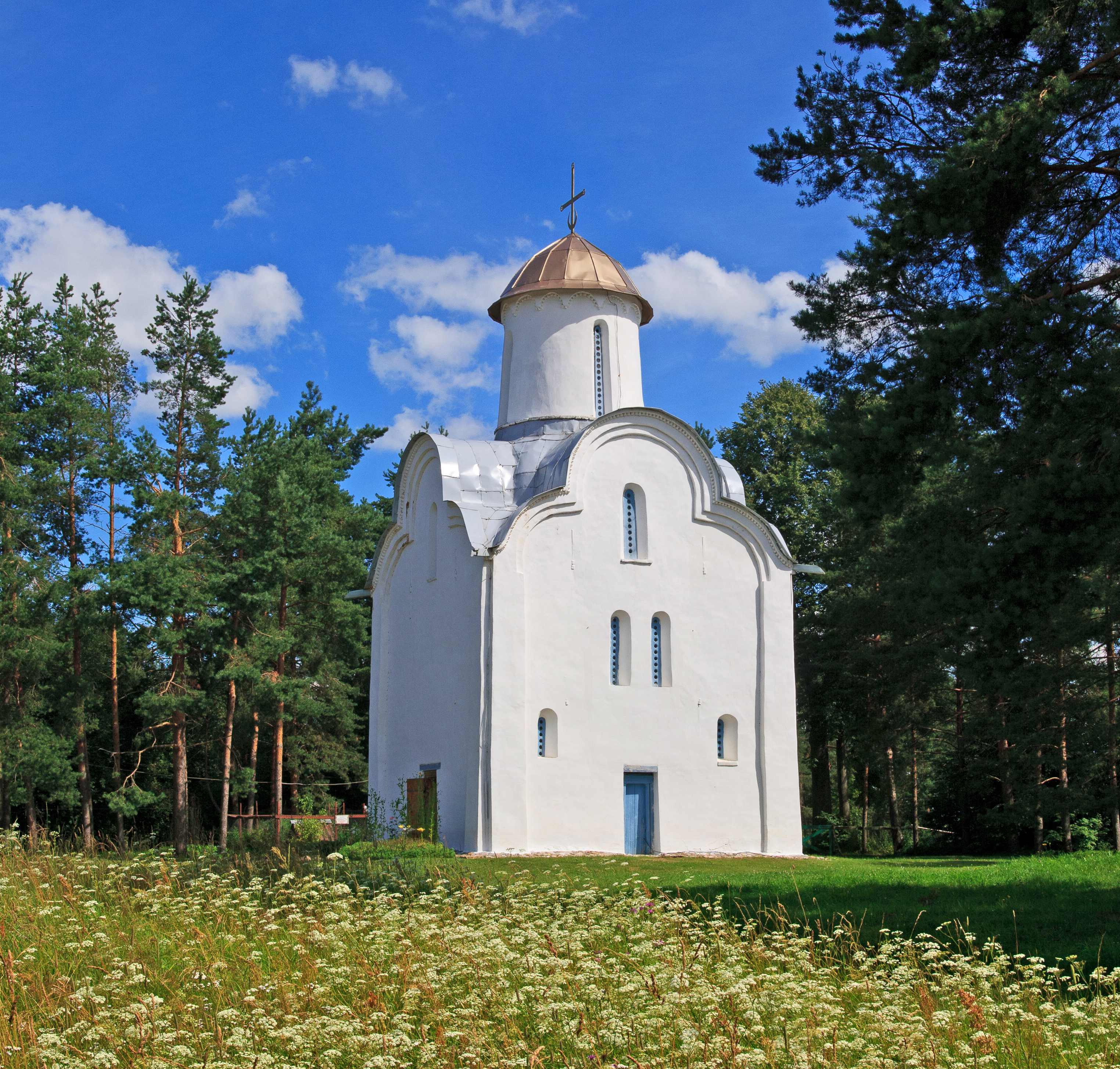
Église de la Nativité-de-la-Vierge de l'ermitage de Peryn.
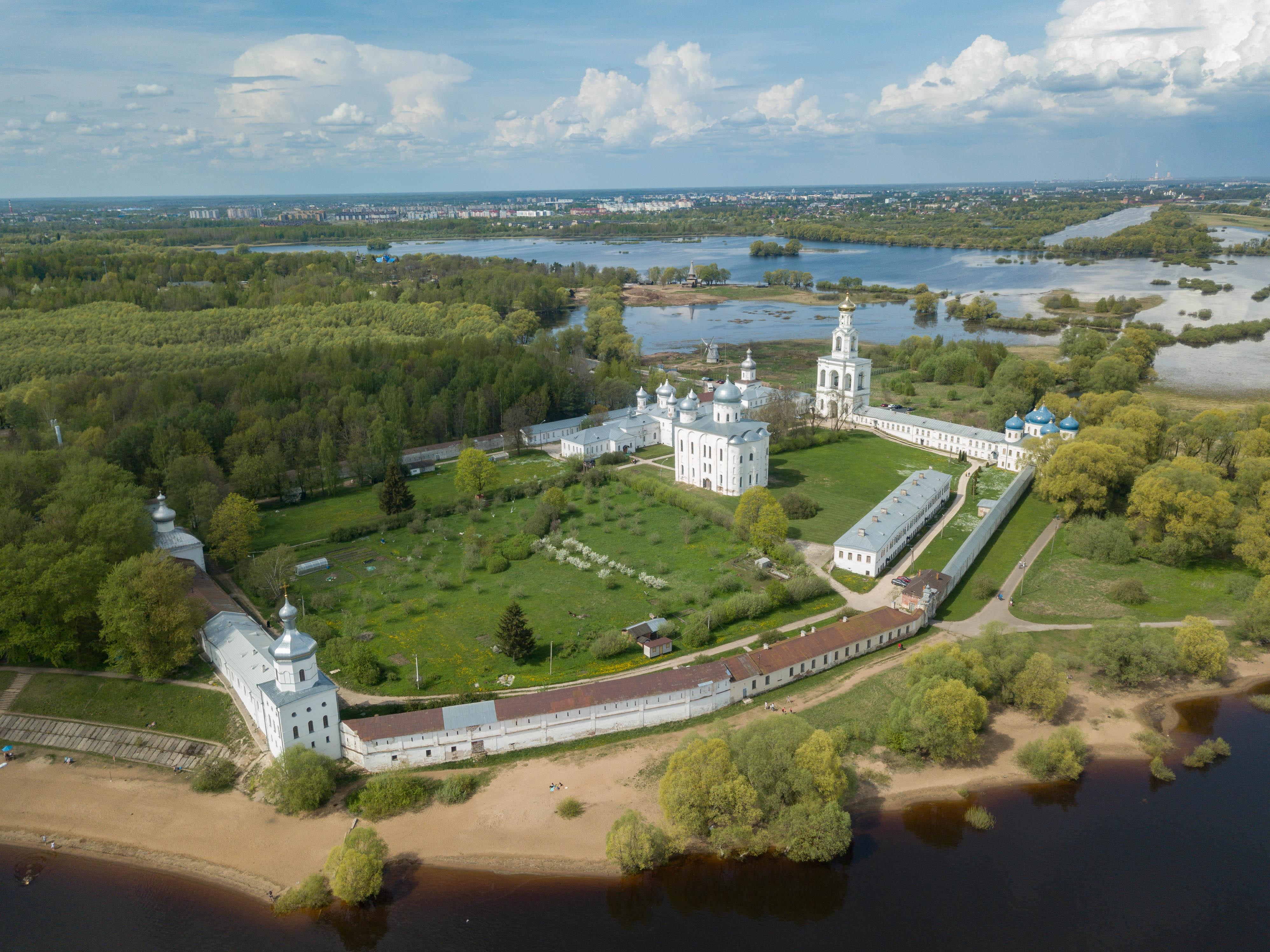
Monastère Saint-Georges de Iouriev.
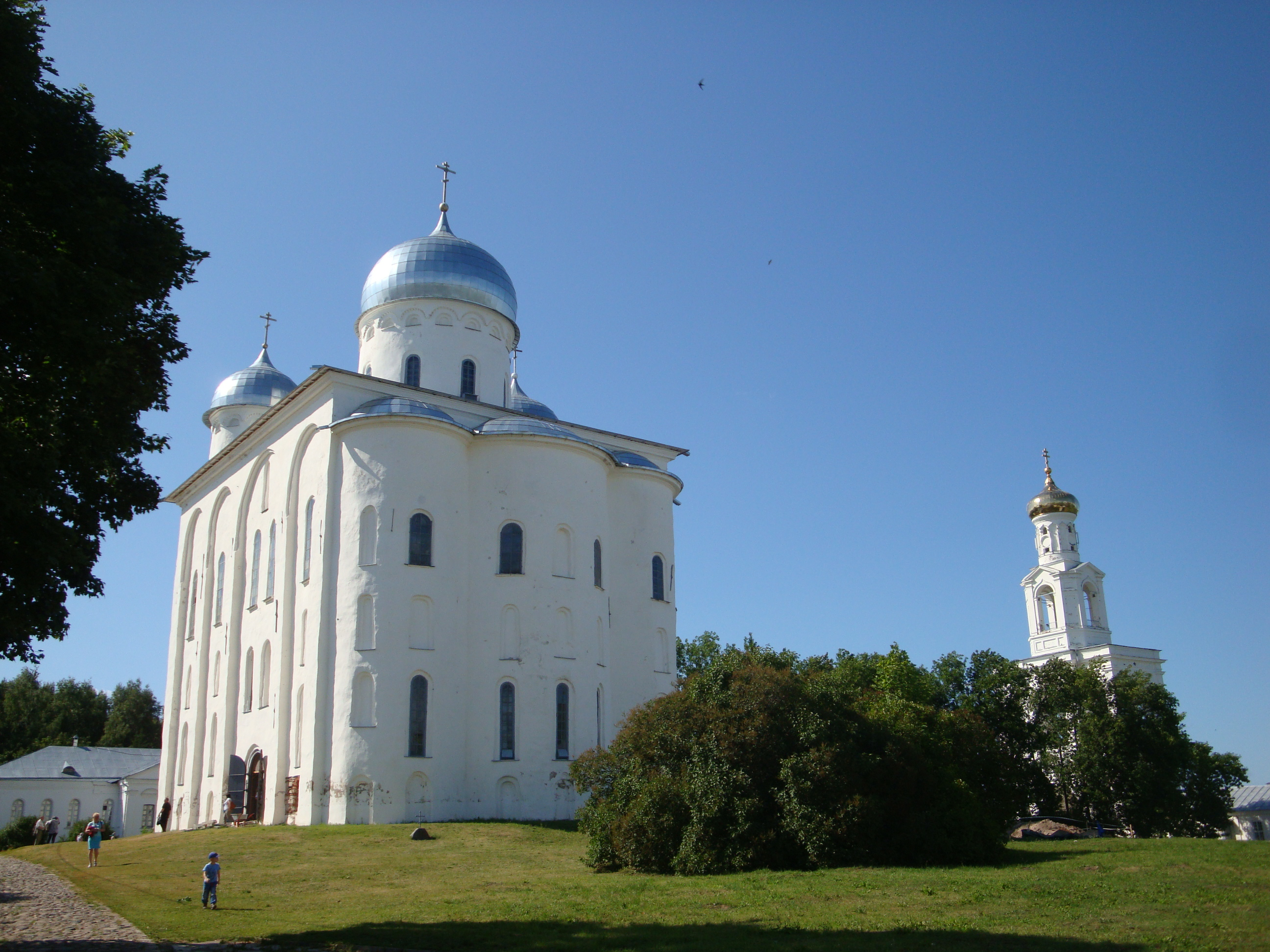
Église Saint-Georges du monastère de Iouriev.